# Francia Insumisa

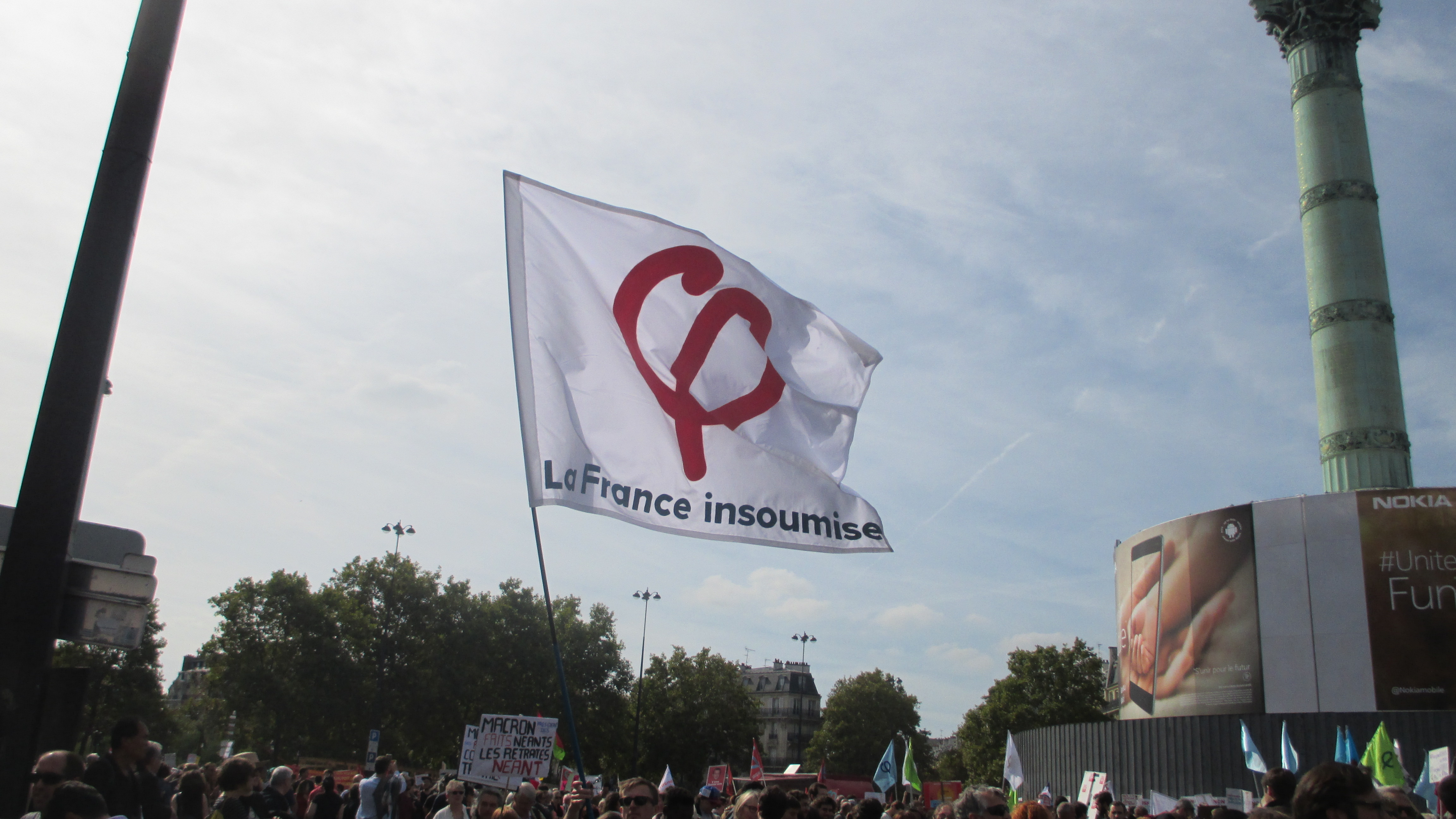
Bandera de Francia Insumisa durante una manifestación en París.

Francia Insumisa (en francés: La France insoumise) es un partido político que se sitúa entre la izquierda y la extrema izquierda. Fue fundado el 10 de febrero de 2016 con vistas a promover la candidatura de Jean-Luc Mélenchon a las presidenciales francesas de 2017 y permitir la elección de diputados a las elecciones legislativas francesas de 2017, para la aplicación del programa El Futuro en común (en francés: L'Avenir en commun). La plataforma tiene como objetivo, en particular, convocar, después de las elecciones, una asamblea constituyente encargada de redactar la constitución de una Sexta República para Francia.
La campaña para estas elecciones está dirigida por Manuel Bompard, secretario nacional del Partido de Izquierda (PG), tiene como portavoz a Alexis Corbière, exconcejal de París y también secretario nacional del PG, y son coordinadores del proyecto la jurista Charlotte Girard, profesora de derecho público en la Universidad de París X Nanterre, y el economista Jacques Généreux, profesor en el Instituto de Estudios Políticos de París.

## Histórico
La idea de la creación de Francia Insumisa tiene sus raíces en la convicción de la necesidad de un movimiento transversal que sale de las organizaciones tradicionales, dado que ya no son los partidos políticos tradicionales que hacen la democracia. Se inspira en particular en el partido político español Podemos y en la candidatura de Bernie Sanders en las primarias presidenciales del Partido Demócrata de Estados Unidos de 2016.
La plataforma fue fundada el 10 de febrero de 2016. Su primera convocatoria fue en la plaza de Stalingrado, en París, el 5 de junio de 2016, en forma de un desfile en el cual habrían participado unas 10 000 personas, según los organizadores. Una segunda agrupación ocurrió en los jardines del Observatorio de Toulouse, el 28 de agosto de 2016.
El programa El Futuro en común fue adoptado los 15 y 16 de octubre de 2016, durante la convención de Lille, donde se reunieron cerca de 1000 personas (cuyos dos tercios fueron escogidos al azar) en Saint-André-lez-Lille. Durante esta convención, varias personalidades intervinieron, como Jérôme Kerviel, antiguo trader de la Société Générale, Antoine Deltour, alertador del escándalo LuxLeaks, Paul Ariès, politólogo, Aminata Traoré, antigua ministra malí de la Cultura y Zoé Konstantopoulou, expresidenta del parlamento griego (SYRIZA).
Esta convención ha sido también la ocasión de presentar a 10 candidatas y a 10 candidatos para las elecciones legislativas, entre los cuales: el físico director de investigaciones del CNRS y portavoz de la red Salir del nuclear Jean-Marie Brom, el inspector de hacienda pública y que destapó el Caso Cahuzac, Rémy Garnier, sindicalista de la CGT en la fábrica siderúrgica de ArcelorMittal de Florange, Lionel Burriello, el secretario general adjunto de la CGT de Air France, Mehdi Kémoune, la actriz Sophie De La Rochefoucauld, la sindicalista vista en Merci Patron ! Marie-Hélène Bourlard, la periodista y fundadora de la asociación SOS Autisme France, Olivia Cattan, y Nathalie Seguin, sindicalista y miembro del Partido Comunista Francés.

## Organización
La organización no es fija y se quiere permitir libertad, de manera distinta de la organización de un partido político o de una coalición de partidos. Los miembros y firmantes de Francia insumisa, en la base, pueden organizarse libremente creando comisiones locales, denominados "grupos de apoyo", puestos en marcha en toda Francia así como al extranjero.
Francia Insumisa indica que no es un partido político. Es un movimiento de ciudadanos que se reconocen en el proceso de Mélenchon sin, a pesar de eso, ligarse con un partido político o una asociación.

## Orientación ideológica y programa
La elaboración del programa fue coordinada por el economista Jacques Généreux y la jurista Charlotte Girard. Está inspirado de Primero, el Humano (en francés, L'Humain d'abord) el programa del Frente de izquierda a la elección presidencial francesa de 2012, del trabajo llevado a cabo por el Partido de izquierda en sus congresos para el ecosocialismo y de las cumbres por un plan B en Europa, pero también de las muchas contribuciones de los partidarios del movimiento, que reporteros fueron encargados sintetizar.
Al final de la convención de Lille, una síntesis de todas las propuestas conduzca a un programa de 357 medidas organizadas según siete ejes. Se adoptó con más del 90% de los votantes.
El movimiento adopta «10 medidas emblemáticas», medidas prioritarias votadas por los militantes durante la convención de Lille, llamando a enfrentar 4 «urgencias mayores»: la emergencia democrática, la emergencia social, la emergencia ecológica y la urgencia geopolítica. Adoptadas por 77 038 votos en Internet, estas 10 medidas prioritarias, son:
1. la puesta en marcha de una asamblea constituyente encargada de la elaboración de la constitución de una Sexta República, que sucedería a la actual Quinta República. Esta está calificada de "monarquía presidencial" por el movimiento que opina que el Presidente de la República concentre demasiado poder sin que la gente pueda ejercer un control sobre su acción. Este proceso constituyente sería también una oportunidad para proponer otros modos de funcionamiento, como elecciones parlamentarias proporcionales. El cambio de constitución, y por lo tanto de instituciones, está considerado fundamental por el movimiento que ve la creciente abstención electoral con un reflejo del repudio de los franceses por su sistema institucional;
2. la abrogación de la reforma laboral del segundo gobierno 
Valls, adoptada en 2016, de la que el movimiento opina que ha puesto un término a la "jerarquía de las normas" en el derecho laboral francés, invirtiendo el "principio de favor" y que, por lo tanto, ya no protege suficientemente a los trabajadores;
3. la revisión de los tratados de la Unión Europea, incluyendo cambios en la política monetaria, en la política agrícola común y en la política ambiental. De lo contrario, el programa prevé un "plan B" con la salida de los tratados de la Unión Europea unilateralmente para, a continuación, ofrecer otra cooperación entre los países;
4. la puesta en marcha de un plan de transición energética ;
5. el establecimiento de una regla verde;
6. el derecho de revocación de elegido por referéndum;
7. la protección de los bienes comunes como el aire, el agua, la comida, la vida, la salud, la energía o la moneda;
8. la separación de los bancos de inversión y bancos minoristas;
9. el establecimiento de un salario mínimo mensual de 1.326 euros netos por 35 horas semanales;
10. el rechazo de los tratados de libre-intercambio como la Asociación Transatlántica para el Comercio y la Inversión (TAFTA) o el Acuerdo Integral de Economía y Comercio (CETA).

El programa así diseñado y nombrado El Futuro en común, es publicado en las Éditions du Seuil el 1 de diciembre de 2016. Está organizado según siete ejes: «Sexta República», «reparto de las riquezas», «planificación ecológica», «salida de los tratados de la Unión Europea», «paz e independencia», «progreso humano» y «a las fronteras de la humanidad» (océano, espacio y digital). El libro se clasifica rápidamente en el top 10 de las mejoras ventas, con una tirada de 110 000 ejemplares para el 9 de diciembre de 2016.

## Campaña Presidencial 2017
El 15 de noviembre de 2016, Jean-Luc Mélenchon hace un mitin al Centro de Congresos Le Manège en Chambéry, en forma de una reunión pública. Este tipo de mitin está reiterado el 29 noviembre, ante 1100 personas, al Teatro Femina, en Burdeos, durante el cual varios centenares se quedan fuera. En el marco de un desplazamiento en Antillas francesas, el candidato hace dos reuniones públicas, primero en Martinica el 17 de diciembre, ante 500 personas, y después el 19 de diciembre en Guadalupe ante 800 personas.
Una gran agrupación nacional estuvo prevista para el 18 de marzo de 2017, plaza de La Bastilla, en París.

## Apoyos políticos
Varios partidos, organizaciones o corrientes políticos han aportado a posteriori su apoyo al movimiento y constituyen "el espacio político" del movimiento: el Partido de izquierda, la Nueva Izquierda socialista y Juntos!, el Partido Comunista Francés, el Polo de Renacimiento Comunista en Francia, el movimiento Hermandad ciudadana, presidido por Marc Jutier, miembro del Partido Socialista. Al ser Francia insumisa un movimiento ciudadano y no una coalición de partidos, estas organizaciones políticas no forman parte del movimiento, propiamente hablando. Por otra parte, la Cooperativa ecología social, de la cual son miembros personalidades políticas de Europa Ecología Los Verdes como Francine Bavay, consejera federal del partido, y Sergio Coronado, diputado de los Franceses del extranjero, ha publicado en diciembre de 2016 un texto que defiende para una participación al movimiento Frente común y el apoyo de la candidatura de Mélenchon.
Ejecutivos del Partido Comunista Francés (PCF), como su presidente Pierre Laurent y la diputada Marie-George Buffet, se inclinan para un apoyo a esta candidatura. Y a pesar de la oposición de la Conferencia nacional del PCF, que rechaza el apoyo a Mélenchon con un 55 % el 5 de noviembre de 2016, los militantes comunistas votan tres semanas más tarde a favor del apoyo, con cerca del 54%.

## Resultados electorales

### Elecciones presidenciales
|  | 19,58 % |

|  | 21,95 % |

### Elecciones legislativas
|  | 11,03 % |

|  | 4,86 % |

|  | 25,66 % |

|  | 31,58 % |

|  | 28.14 % |

|  | 25.81 % |

a Dentro de la coalición NUPES.
b Dentro de la coalición NFP.

### Parlamento Europeo
|  | 6.13 % |

|  | 9,89 % |